# Kletterkran

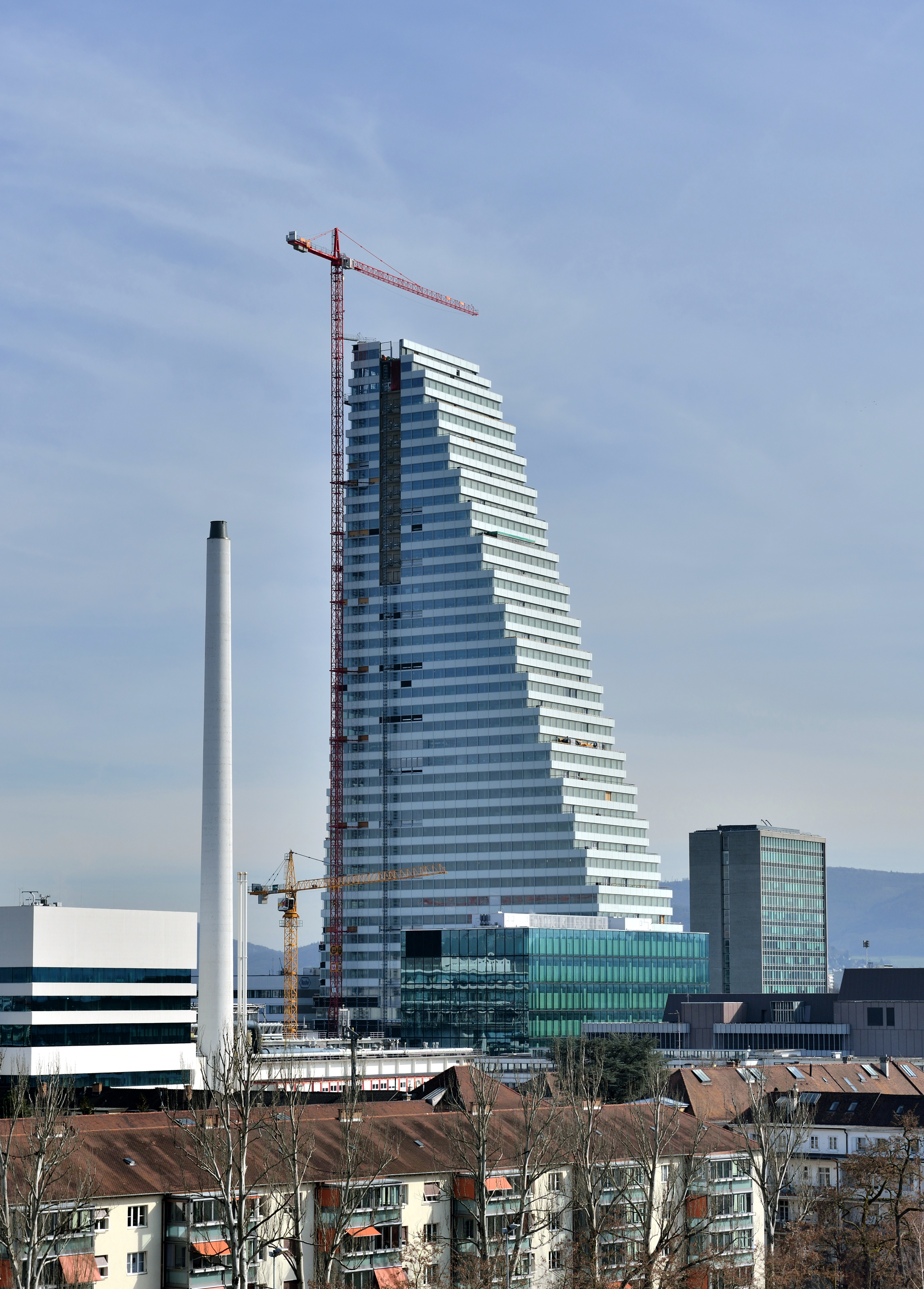
Ein WOLFF 7532.16 Außenkletterkran beim Bau des Roche-Turms

Als Kletterkran bezeichnet man einen Kran, der sich selbst höher bauen kann, oder einen Kran, der beim Bau auf dem zu errichtenden Gebäude mit nach oben klettert.

## Turmkran
Ein herkömmlicher Kletterkran ist ein Turmkran, der nach der Grundmontage durch Einschieben zusätzlicher Segmente, so genannter Turmschüsse, mithilfe hydraulischer Klettereinrichtungen auf hohe Hakenhöhen aufgebaut werden kann. Kletterkräne werden überall dort eingesetzt, wo große Hakenhöhen, große Ausladungen bzw. große Tragkräfte benötigt werden, also insbesondere beim Bau von Hochhäusern, Türmen oder Schornsteinen. Dabei sind neben den stationären Kränen auch schienenfahrbare einsetzbar.
Man unterscheidet innen- und außenkletternde Kräne. Der Regelfall sind außen am Gebäude kletternde Kräne, die so eine größere Hakenhöhe erreichen. Der Abbau des Kletterkrans erfolgt nach demselben Prinzip in umgekehrter Reihenfolge bis zur Grundmontage. Der Innenkletterkran wird in der Regel im Fahrstuhlschacht des Gebäudes montiert. Wegen der im Bauwerk günstigeren Anordnung kann häufig ein kleinerer Krantyp als beim außen kletternden Kran verwendet werden. Der Nachteil des Kletterkrans ist sein schwieriger Transport sowie seine Montage. Weiterhin unterschieden werden Verstell- und Nadelausleger, die Hubhöhen erreichen können, welche über dem Anlenkpunkt des Auslegers liegen. Um die Vorteile beider Auslegearten zu kombinieren, verwendet man einen zweiteiligen Knickausleger. Dieser hat in horizontaler Stellung die große Reichweite des Katzauslegers, in geknickter Stellung dafür die größere Hakenhöhe.
Die Montage von Kletterkränen erfolgt über auf die Baustelle angelieferte Baugruppen, die vor Ort meist mit einem Fahrzeugkran auf die Grundhakenhöhe montiert werden. Dann kann der Kletterkran selbsttätig auf die gewünschte Bauhöhe oder mit dem Baufortschritt mitwachsen.

## Windkraftanlagen

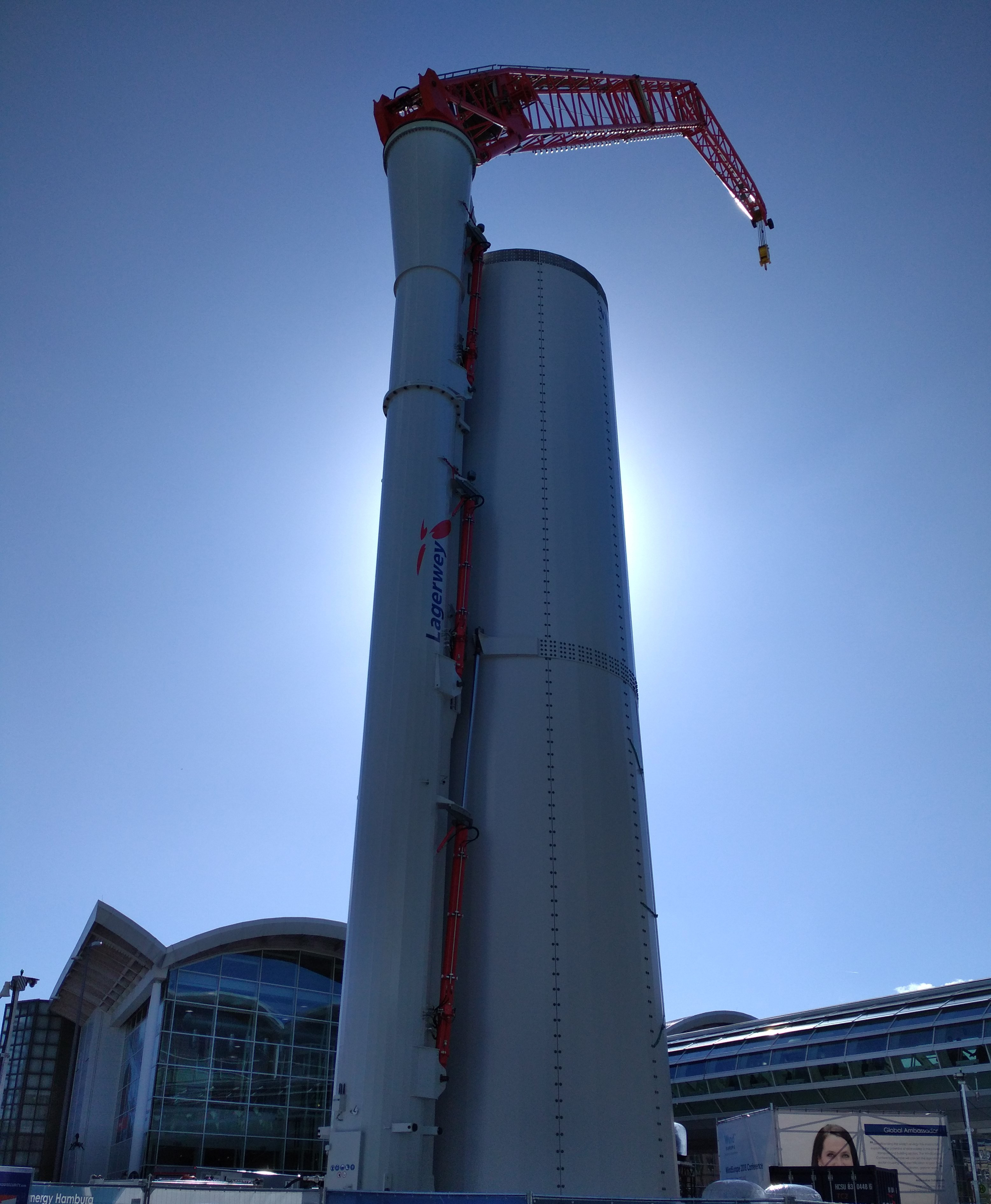
Lagerwey-Kletterkran

Im Jahr 2017 testete Lagerwey (Windkraftanlagenhersteller) im niederländischen Eemshaven zusammen mit Enercon erstmals einen Kletterkran, der bei der Errichtung einer Windkraftanlage an deren Turm emporklettert und nach Installation von Maschinenhaus und Rotorblättern wieder am Turm hinabklettert. Das Konzept spart Zeit und benötigt vor allem keine große Stellfläche.